# Christian Koloko
Christian Junior Koloko (Duala, 20 de junio de 2000) es un jugador de baloncesto camerunés que pertenece a la plantilla de Los Angeles Lakers de la NBA, con un contrato dual que le permite jugar en su filial de la G League, los South Bay Lakers. Con 2,13 metros de estatura, juega en la posición de pívot.

## Trayectoria deportiva

### Instituto
Koloko es nativo de Douala, Camerún y asistió al Collège Libermann en su ciudad natal. Creció jugando fútbol y comenzó a jugar baloncesto a los 12 años. En 2017, Koloko se mudó a los Estados Unidos para jugar baloncesto en la escuela secundaria de Birmingham en Lake Balboa, California, en su tercer año, a pesar de no hablar inglés al principio. Para su último año, fue transferido a Sierra Canyon School en Chatsworth, California, donde fue compañero de equipo de Cassius Stanley, Kenyon Martin Jr. y Scotty Pippen Jr..

### Universidad
Jugó tres temporadas con los Wildcats de la Universidad de Arizona, en las que promedió 7,3 puntos, 5,1 rebotes y 1,8 tapones por partido. En su temporada júnior su juego mejoró hasta el punto que fue elegido mejor jugador defensivo y jugador más mejorado de la Pac-12 Conference, siendo incluido además en el mejor quinteto y el mejor quinteto defensivo.
El 18 de abril de 2022 se declaró elegible para el draft de la NBA, renunciando a su elegibilidad universitaria restante.

#### Estadísticas
| Año     | Equipo  | PJ | PT | MPP  | %TC  | %3P  | %TL  | RPP | APP | ROB | TPP | PPP  |
| ------- | ------- | -- | -- | ---- | ---- | ---- | ---- | --- | --- | --- | --- | ---- |
| 2019–20 | Arizona | 28 | 0  | 8.3  | .483 | .000 | .350 | 2.4 | .2  | .3  | .9  | 2.3  |
| 2020–21 | Arizona | 26 | 19 | 17.3 | .520 | .000 | .625 | 4.8 | .3  | .5  | 1.3 | 5.3  |
| 2021–22 | Arizona | 37 | 37 | 25.4 | .635 | .000 | .735 | 7.3 | 1.4 | .8  | 2.8 | 12.6 |
| Total   | Total   | 91 | 56 | 17.9 | .590 | .000 | .670 | 5.1 | .7  | .5  | 1.8 | 7.3  |

### Profesional
Fue elegido en la trigésimo tercera posición del Draft de la NBA de 2022 por los Toronto Raptors. El 26 de agosto firmó contrato con escala de novato con el equipo canadiense.
Fue cortado el 17 de enero de 2024, tras no disputar un solo encuentro con el primer equipo en la 2023-24. Al día siguiente se hizo público que sufría un problema de coágulos sanguíneos que amenaza con impedirle volver a jugar. Entró en el Fitness-to-Play, un programa para valorar su situación y pueda ser de nuevo autorizado para jugar por la NBA.
El 16 de septiembre de 2024 firmó un contrato dual con Los Angeles Lakers de la NBA.

## Estadísticas de su carrera en la NBA

### Temporada regular
| Año     | Equipo      | PJ | PT | MPP  | %TC  | %3P  | %TL  | RPP | APP | ROB | TPP | PPP |
| ------- | ----------- | -- | -- | ---- | ---- | ---- | ---- | --- | --- | --- | --- | --- |
| 2022-23 | Toronto     | 58 | 19 | 13.8 | .480 | .083 | .627 | 2.9 | .5  | .4  | 1.0 | 3.1 |
| 2024-25 | L.A. Lakers | 37 | 0  | 9.2  | .606 | .000 | .714 | 2.5 | .5  | .2  | .4  | 2.4 |
| Total   | Total       | 95 | 19 | 12.0 | .519 | .063 | .644 | 2.8 | .5  | .3  | .8  | 2.9 |